# Râul Rebrișoara Mare
Râul Rebrișoara Mare este un curs de apă, afluent al râului Rebra. 